# Platycleis curvicauda
Platycleis curvicauda är en insektsart som beskrevs av Podgornaya 1988. Platycleis curvicauda ingår i släktet Platycleis och familjen vårtbitare. Inga underarter finns listade i Catalogue of Life.